# Цифровые технологии

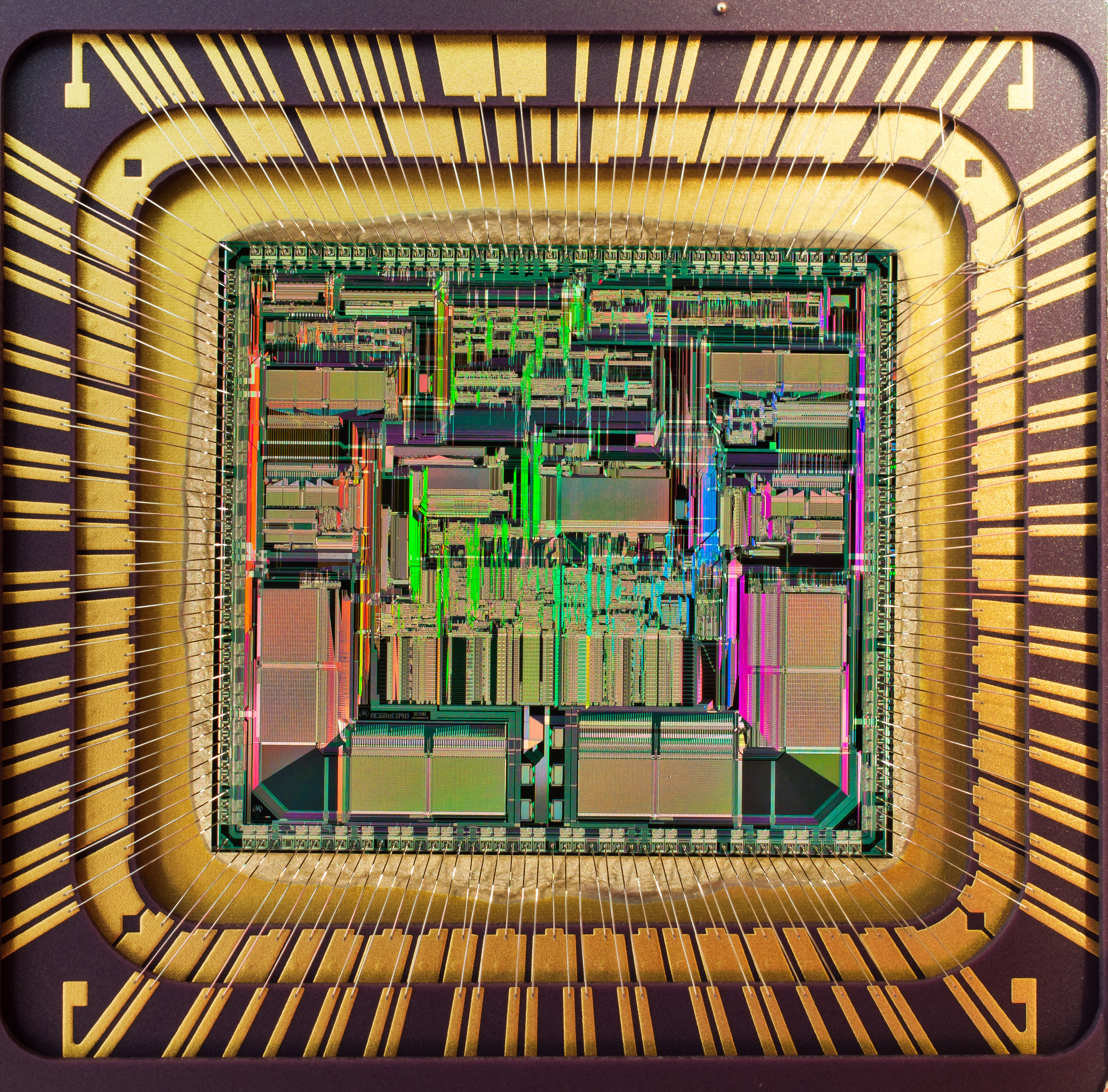
Топология цифрового процессора

Цифровы́е техноло́гии (англ. Digital technology) — технологии, которые основаны на представлении сигналов дискретными полосами[неизвестный термин] аналоговых уровней, а не в виде непрерывного спектра.
Все уровни данных технологий, в пределах полосы, представляют собой одинаковое состояние сигнала. Цифровая технология работает, в отличие от аналоговой, с дискретными, а не непрерывными сигналами. Кроме того, сигналы имеют небольшой набор значений, как правило, два. В реальной жизни системы, особенно учётные системы хранения данных, имеют в своей основе три значения. Обычно это 0, 1, NULL, которые в булевской алгебре имеют значения «Ложь», «Истина» и в присутствии NULL «отсутствие результата» соответственно. Цифровые схемы состоят, в основном, из логических элементов, таких как AND, OR, NOT и др., а также могут быть связаны между собой счётчиками и триггерами. Цифровые технологии, главным образом, используются в вычислительной цифровой электронике, прежде всего, компьютерах, в различных областях электротехники, таких как игровые автоматы, робототехника, автоматизация, измерительные приборы, радио- и телекоммуникационные устройства и многих других цифровых устройствах.
| Примеры цифровой электроники |                     |                |
|                              |                     |                |
| 3-D телевизор                | Цифровая фотокамера | Цифровой плеер |

## Преимущества

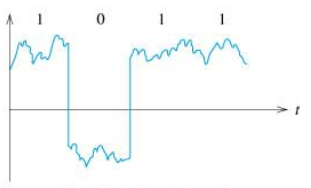
Цифровой сигнал с двумя логическими уровнями, подвергшийся зашумлению при передаче

Одно из преимуществ цифровых схем по сравнению с аналоговыми заключается в том, что, во-первых, сигналы могут быть переданы без искажений. Например, непрерывный звуковой сигнал, передающийся в виде последовательности 1 и 0, может быть восстановлен без ошибок при условии, что уровень шума при передаче был достаточно низким и не мешал идентификации 1 и 0. Час музыки может быть сохранён на компакт-диске с использованием всего лишь около 6 млрд двоичных разрядов.
Цифровыми системами с компьютерным управлением можно управлять с помощью программного обеспечения, добавляя новые функции без замены аппаратных средств. Часто это может быть сделано без участия завода-изготовителя путём простого обновления программного продукта. Подобная функция позволяет быстро адаптироваться к изменяющимся требованиям. Кроме того, возможно применение сложных алгоритмов, которые в аналоговых системах невозможны или же осуществимы, но только с очень высокими расходами.
Хранение информации в цифровых системах проще, чем в аналоговых. Помехоустойчивость цифровых систем позволяет хранить и извлекать данные без повреждения. В аналоговой системе старение и износ может ухудшить записанную информацию. В цифровой же, до тех пор, пока общие помехи не превышают определённого уровня, информация может быть восстановлена совершенно точно.

## Недостатки
В некоторых случаях цифровые схемы используют больше энергии, чем аналоговые для выполнения одной и той же задачи, выделяя больше тепла, что повышает сложность схем, например, путём добавления кулера. Это может ограничить их использование в портативных устройствах, питающихся от батареек.
Например, сотовые телефоны часто используют маломощный аналоговый интерфейс для усиления и настройки радио-сигналов от базовой станции. Тем не менее, базовая станция может использовать энергоёмкую, но очень гибкую программно-определяемую радиосистему. Такие базовые станции можно легко перепрограммировать для обработки сигналов, используемых в новых стандартах сотовой связи.
Возможна также потеря информации при преобразовании аналогового сигнала в цифровой. Математически это явление может быть описано как ошибка округления.
В некоторых системах при потере или порче одного фрагмента цифровых данных может полностью измениться смысл больших блоков данных.
При длительном использовании файлов в интернете они могут подвергаться различным искажениям (кадрирование, уменьшение размера, наложение логотипов, переконвертация в другой формат, удаление метаданных), из-за чего возникает «цифровой износ». Одним из примеров этого процесса является использование фотохостингов. Часто пользователи используют фотохостинги как место хранения фотографий и удаляют оригиналы со своих устройств, из-за чего у них остаются фотографии с ухудшившимися свойствами.